# Dominik Solecki
Dominik Solecki (Poznań, 17 luglio 1990) è un giocatore di calcio a 5 polacco.

## Carriera
Con la Nazionale di calcio a 5 della Polonia ha disputato finora due edizioni del Campionato europeo; in entrambi i tornei la selezione mitteleuropea si è fermata alla fase a gironi. Alla fine del 2021 raggiunge le cento partite con la maglia della nazionale.